# Scaptesyle pseudolabia
Scaptesyle pseudolabia là một loài bướm đêm thuộc phân họ Arctiinae, họ Erebidae.